# Ядвига Анжуйска
Вижте пояснителната страница за други личности с името Анжу.
Ядвига Анжуйска (Света Ядвига) (на полски: Jadwiga Andegaweńska; на унгарски: Hedvig lengyel királynő; на френски: Hedwige I-re de Pologne; на италиански: Edvige di Polonia) е кралица на Полша в периода 1384 – 1399 г. На 8 юни 1997 г. е канонизирана за светица от Католическата църква.

## Произход
Ядвига Анжуйска е родена около 1373 г. в Буда като четвърта дъщеря на крал Лайош I Велики, правнук на полския крал Кажимеж III Велики, и кралица Елизабета Котроманич. Сестра е на Мария Унгарска.

## Борба за престола
През 1382 г. умира Лайош I Велики. Елизабета Котроманич, кралица на Унгария и Полша, след смъртта му е регентка на малолетната си дъщеря Мария. Въпреки това, поляците не искат Мария като кралица, най-вече заради съпруга ѝ Сигизмунд, когото те считат за враг. Ето защо на 25 септември на конгреса на Полша, в Радомско, му поставят много тежки условия, наред с другите условия, че той трябва постоянно да живее в Полша. На 6 декември новият конгрес на цяла Полша във Висла взема още по-строго решение да не допусне Сигизмунд да влезе в Краков. Предотвратявайки той да вземе властта, полските благородници избират за свой монарх Ядвига Анжуйска и по този начин напускат съюза с Унгария. Съзрели възможност за независима монархия полски благородници успяват да уредят брака на Ядвига с литовския княз Владислав II и така образуват Първото полско-литовско обединено кралство.
Сигизмунд обаче пристига в Полша на 10 август 1383 г. начело на унгарска армия от 12 000 души, която има за цел да подкрепи Ядвига и Елизабета срещу Земовит IV-Мазовицки, мазовецки херцог от клон на династията Пясти, в кралските претенции. Армията се разполага на лагер в Стари Сонч, според хрониката на Янко от Чърнково, в голяма вреда на местното население. Накрая чрез Владислав, херцог на Куявско и Ополе, на 6 октомври е постигнато примирие до Великден следващата година. След като полското дворянство на събора в Радомско, на 2 март 1384 г., иска Ядвига да пристигне в Полша възможно най-скоро, то унгарската кралица-регент Елизабета се опитва да наложи Сигизмунд като владетел поне на северната територия. Полските магнати обаче отхвърлят решението, заплашвайки с война.

## Кралица на Полша
Коронацията на Ядвига се извършва на 16 октомври 1384 г. в Краков. Съгласно с Кревската уния от 1385 г. между Полша и Литва тя сключва брак с литовския княз Ягело. Това поставя началото на бъдещата Полско-литовска държава.
Умира на 17 юли 1399 г. и е погребана във Вавелската катедрала.
Ядвига е известна със своята доброта, ученост и благочестие. Владее четири езика – полски, унгарски, френски и латински. Тя помага на бедните и малко преди смъртта си продава всичките си бижута, за да преобрази и разшири университета в Краков; затова тя е погребана с обикновен дървен ковчег и дървена пръчка вместо скиптър и кълбо (те са открити в гробницата ѝ по време на ексхумация и сега са изложени до нея в катедралата във Вавел). В наши дни на стената на университета виси мемориална плоча.
Името ѝ, още приживе, започва да се споменава сред хората с легенди: те казват например, че веднъж, когато тя се моли цяла нощ много пред дървено разпятие в катедралата във Вавел, Христос от това разпятие ѝ заговорва (това разпятие все още е изложено като реликва). Католическата църква обаче я обявява за блажена едва през 1986 г., а през 1997 г. папа Йоан Павел II я обявява за светица.